# Purka
Purka – wieś w Estonii, w prowincji Võru, w gminie Haanja.